# Persone di nome Alessandra
| Questa pagina contiene informazioni ricavate automaticamente dalle voci biografiche con l'ausilio del template Bio e di un bot. L'aggiornamento è periodico e automatico e ricostruisce completamente la pagina. Se manca una persona in questa lista, sei pregato di non aggiungerla, ma accertati piuttosto che la sua voce biografica contenga il template Bio e che i dati anagrafici siano correttamente compilati. Se il template Bio manca, inseriscilo tu stesso o, in alternativa, metti l'avviso {{tmp\|Bio}} che ne segnala la mancanza. Se i dati riportati sono sbagliati, correggi direttamente la voce biografica; le modifiche saranno visibili in questa lista entro pochi giorni. Per chiarimenti vedi il progetto antroponimi. La lista contiene solo le 170 persone che sono citate nell'enciclopedia e per le quali è stato implementato correttamente il template Bio. Pagina aggiornata al 6 ago 2025. |

Questa è una lista di persone presenti nell'enciclopedia che hanno il nome Alessandra, suddivise per attività principale.

## Allenatrici di pallavolo(1)
- Alessandra Campedelli, allenatrice di pallavolo italiana (Rovereto, n. 1974)

## Alpiniste(1)
- Alessandra Boarelli, alpinista italiana (Torino, n. 1838 - Verzuolo, † 1908)

## Altiste(1)
- Alessandra Fossati, ex altista italiana (Milano, n. 1963)

## Annunciatrici televisive(2)
- Alessandra Buzzi, annunciatrice televisiva e conduttrice televisiva italiana (n. 1961)
- Alessandra Canale, annunciatrice televisiva e conduttrice televisiva italiana (Formia, n. 1963)

## Attiviste(2)
- Alessandra Bocchetti, attivista e scrittrice italiana (Roma, n. 1945)
- Alessandra Korap, attivista brasiliana (Pará, n. 1985)

## Attrici(18)
- Alessandra Acciai, attrice italiana (Roma, n. 1965)
- Alessandra Adari, attrice italiana (Milano, n. 1914 - Milano, † 1993)
- Alessandra Alberti, attrice e regista italiana (Gallarate, n. 1952)
- Alessandra Barzaghi, attrice e conduttrice televisiva italiana (Milano, n. 1981)
- Alessandra Bellini, attrice, conduttrice televisiva e doppiatrice italiana (Roma, n. 1975)
- Alessandra Casella, attrice e conduttrice televisiva italiana (Milano, n. 1963)
- Alessandra Celi, attrice italiana (Londra, n. 1966)
- Alessandra Costanzo, attrice italiana (Catania, n. 1959)
- Alessandra De Rossi, attrice, regista e cantante filippina (Yeovil, n. 1984)
- Alessandra Di Sanzo, attrice italiana (Gattico, n. 1969)
- Alessandra Ierse, attrice italiana (Milano, n. 1970)
- Alessandra Martines, attrice e ballerina italiana (Roma, n. 1963)
- Alessandra Mastronardi, attrice italiana (Napoli, n. 1986)
- Alessandra Negrini, attrice brasiliana (San Paolo, n. 1970)
- Alessandra Panaro, attrice italiana (Roma, n. 1939 - Ginevra, † 2019)
- Alessandra Panelli, attrice italiana (Roma, n. 1957)
- Alessandra Torresani, attrice statunitense (Palo Alto, n. 1987)
- Alessandra Vanzi, attrice e regista teatrale italiana (Roma, n. 1955)

## Attrici pornografiche(2)
- Sandy Balestra, ex attrice pornografica e politica svizzera (Lugano, n. 1975)
- Martina Smeraldi, attrice pornografica italiana (Cagliari, n. 1999)

## Attrici teatrali(1)
- Alessandra Galante Garrone, attrice teatrale e danzatrice italiana (Ivrea, n. 1945 - Bologna, † 2004)

## Calciatrici(4)
- Alessandra Barreca, ex calciatrice italiana (Genova, n. 1989)
- Alessandra Dri, calciatrice italiana (Udine, n. 1998)
- Alessandra Magnaguagno, ex calciatrice e ex giocatrice di calcio a 5 italiana (n. 1973)
- Alessandra Tonelli, calciatrice italiana (Trento, n. 1988)

## Canoiste(1)
- Alessandra Galiotto, ex canoista italiana (Arzignano, n. 1983)

## Canottiere(2)
- Alessandra Borio, ex canottiera italiana (La Spezia, n. 1965)
- Alessandra Patelli, canottiera italiana (Conegliano, n. 1991)

## Cantanti(4)
- Alessandra Amoroso, cantante italiana (Galatina, n. 1986)
- Alessandra Casaccia, cantante italiana (Falconara Marittima, n. 1950 - Falconara Marittima, † 1995)
- Trio Lescano, cantante ungherese (L'Aia, n. 1910 - † 1987)
- Alessandra Mele, cantante italiana (Pietra Ligure, n. 2002)

## Cantautrici(1)
- Joan Thiele, cantautrice italiana (Desenzano del Garda, n. 1991)

## Cestiste(6)
- Alessandra Santos de Oliveira, ex cestista brasiliana (San Paolo, n. 1973)
- Alessandra Formica, ex cestista e allenatrice di pallacanestro italiana (Augusta, n. 1993)
- Alessandra Orsili, cestista italiana (Fermo, n. 2001)
- Alessandra Tava, cestista italiana (Voghera, n. 1991)
- Alessandra Visconti, ex cestista italiana (Torino, n. 1987)
- Alessandra Zucchelli, ex cestista italiana (Riva del Garda, n. 1968)

## Cicliste su strada(2)
- Alessandra Cappellotto, ex ciclista su strada e dirigente sportiva italiana (Sarcedo, n. 1968)
- Alessandra D'Ettorre, ex ciclista su strada e pistard italiana (Castelvecchio Calvisio, n. 1978)

## Comiche(1)
- Alessandra Faiella, comica e attrice italiana (Milano, n. 1962)

## Conduttrici televisive(2)
- Alessandra Mion, conduttrice televisiva, scrittrice e pasticciera italiana (Venezia, n. 1971)
- Alessandra Sublet, conduttrice televisiva e conduttrice radiofonica francese (Lione, n. 1976)

## Costumiste(1)
- Alessandra Cardini, costumista italiana (Roma, n. 1950)

## Danzatrici(2)
- Alessandra Ferri, ballerina italiana (Milano, n. 1963)
- Alessandra Mason, ballerina e personaggio televisivo italiana (Torino, n. 1985)

## Dirigenti sportive(2)
- Alessandra Bianco, dirigente sportiva e ex sciatrice alpina italiana (Torino, n. 1962)
- Alessandra Nencioni, dirigente sportiva e ex calciatrice italiana (Firenze, n. 1989)

## Doppiatrici(3)
- Alessandra Cassioli, doppiatrice italiana (Roma, n. 1965)
- Alessandra Karpoff, doppiatrice e direttrice del doppiaggio italiana (Milano, n. 1963)
- Alessandra Korompay, doppiatrice e attrice italiana (Roma, n. 1962)

## Economiste(2)
- Alessandra Priante, economista italiana (L'Aquila, n. 1971)
- Alessandra Smerilli, economista e religiosa italiana (Vasto, n. 1974)

## Egittologhe(1)
- Alessandra Nibbi, egittologa italiana (Porto San Giorgio, n. 1923 - Oxford, † 2007)

## Fisiche(2)
- Alessandra Buonanno, fisica italiana (Cassino, n. 1968)
- Alessandra Lanzara, fisica italiana

## Fotografe(2)
- Alessandra Sanguinetti, fotografa statunitense (New York, n. 1968)
- Alessandra Tesi, fotografa italiana (Bologna, n. 1969)

## Ginecologhe(1)
- Alessandra Graziottin, ginecologa, oncologa e sessuologa italiana (Montebelluna, n. 1954)

## Giornaliste(9)
- Alessandra Arachi, giornalista e scrittrice italiana (Roma, n. 1964)
- Alessandra Balletto, giornalista italiana (Cagliari, n. 1978)
- Alessandra Comazzi, giornalista e critica televisiva italiana (Torino, n. 1956)
- Alessandra De Stefano, giornalista, conduttrice televisiva e scrittrice italiana (Napoli, n. 1966)
- Alessandra Farkas, giornalista e scrittrice italiana (Roma, n. 1954)
- Alessandra Ferraro, giornalista e conduttrice televisiva italiana (Ivrea, n. 1974)
- Alessandra Galloni, giornalista italiana (Roma, n. 1973)
- Alessandra Sardoni, giornalista italiana (Roma, n. 1964)
- Alessandra Viero, giornalista e conduttrice televisiva italiana (Sandrigo, n. 1981)

## Hockeiste su ghiaccio(1)
- Alessandra De David, ex hockeista su ghiaccio italiana (Bolzano, n. 1982)

## Ispaniste(1)
- Alessandra Riccio, ispanista, saggista e traduttrice italiana (Lero, n. 1939 - Napoli, † 2023)

## Judoka(2)
- Alessandra Giungi, ex judoka italiana (Roma, n. 1966)
- Alessandra Prosdocimo, judoka italiana (Feltre, n. 1996)

## Letterate(1)
- Alessandra Scala, letterata italiana (Colle di Val d'Elsa, n. 1475 - † 1506)

## Matematiche(3)
- Alessandra Carbone, matematica italiana (n. 1962)
- Alessandra Celletti, matematica e astronoma italiana (Roma, n. 1962)
- Alessandra Lunardi, matematica italiana (Lucca, n. 1958)

## Mezzofondiste(1)
- Alessandra Corti, ex mezzofondista italiana (Seregno, n. 1961)

## Modelle(1)
- Alessandra Ambrosio, supermodella brasiliana (Erechim, n. 1981)

## Musiciste(1)
- Alessandra Belloni, musicista, cantautrice e ballerina italiana (Roma, n. 1954)

## Nobildonne(1)
- Alessandra Bocchineri, nobildonna italiana (Prato, n. 1600 - † 1649)

## Nobili(7)
- Alessandra di Lituania, nobile (Vilnius - Płońsk, † 1434)
- Alessandra di Baviera, nobile tedesca (Aschaffenburg, n. 1826 - castello di Nymphenburg, † 1875)
- Alessandra Benucci, nobile italiana (Barletta, n. 1480 - Ferrara, † 1552)
- Alessandra di Hannover, nobile (Gmunden, n. 1882 - Glücksburg, † 1963)
- Alessandra Maccabeo, nobile ebrea antica († 28 a.C.)
- Alessandra di Pomerania-Stolp, nobile (n. 1437 - † 1451)
- Alessandra di Oldenburg, nobile (San Pietroburgo, n. 1838 - Kiev, † 1900)

## Nuotatrici(4)
- Alessandra Cappa, ex nuotatrice italiana (Verona, n. 1982)
- Alessandra Cassani, ex nuotatrice italiana (n. 1975)
- Alessandra Finesso, nuotatrice italiana (Milano, n. 1956 - Milano, † 2007)
- Alessandra Mao, nuotatrice italiana (Venezia, n. 2011)

## Pallavoliste(4)
- Alessandra Camarda, pallavolista italiana (Bergamo, n. 1988)
- Alessandra Crozzolin, ex pallavolista italiana (Treviso, n. 1977)
- Alessandra Petrucci, ex pallavolista italiana (Viareggio, n. 1983)
- Alessandra Zambelli, ex pallavolista italiana (Faenza, n. 1967)

## Paroliere(2)
- Alessandra Flora, paroliera e compositrice italiana (Bari, n. 1975)
- Alessandra Valeri Manera, paroliera, autrice televisiva e produttrice televisiva italiana (Milano, n. 1956 - Milano, † 2024)

## Patriote(1)
- Alessandra Mari, patriota italiana (Montevarchi, n. 1770 - Montevarchi, † 1848)

## Personaggi televisivi(2)
- Alessandra Meloni, personaggio televisivo e ex modella italiana (Cagliari, n. 1972)
- Alessandra Mussolini, personaggio televisivo, politica e attrice italiana (Roma, n. 1962)

## Pianiste(2)
- Alessandra Ammara, pianista italiana (Firenze, n. 1972)
- Alessandra Celletti, pianista e compositrice italiana (Roma, n. 1966)

## Poetesse(1)
- Alessandra Vignoli, poetessa italiana (Bologna, n. 1943 - Bologna, † 2022)

## Politiche(16)
- Alessandra Basso, politica italiana (Treviso, n. 1967)
- Alessandra Bencini, politica italiana (Firenze, n. 1969)
- Alessandra Carbonaro, politica italiana (Reggio Calabria, n. 1986)
- Alessandra Cecchetto Coco, politica e ginecologa italiana (Venezia, n. 1950)
- Alessandra Codazzi, politica, sindacalista e partigiana italiana (Reggio Emilia, n. 1921 - Roma, † 2010)
- Alessandra Ermellino, politica italiana (Taranto, n. 1978)
- Alessandra Giudici, politica italiana (Cagliari, n. 1955)
- Alessandra Guerra, politica italiana (Udine, n. 1963)
- Alessandra Locatelli, politica italiana (Como, n. 1976)
- Alessandra Maiorino, politica italiana (Roma, n. 1974)
- Alessandra Pesce, politica italiana (Roma, n. 1969)
- Alessandra Riccardi, politica italiana (Milano, n. 1974)
- Alessandra Sartore, politica italiana (Castiglione del Lago, n. 1954)
- Alessandra Siragusa, politica italiana (Palermo, n. 1963 - Palermo, † 2013)
- Alessandra Terrosi, politica italiana (Acquapendente, n. 1967)
- Alessandra Todde, politica italiana (Nuoro, n. 1969)

## Politici(1)
- Alessandra Moretti, politico italiano (Vicenza, n. 1973)

## Principesse(5)
- Alessandra di Anhalt, principessa tedesca (Dessau, n. 1868 - Schwetzingen, † 1958)
- Alessandra di Sassonia-Altenburg, principessa tedesca (Altenburg, n. 1830 - San Pietroburgo, † 1911)
- Alessandra di Grecia, principessa greca (Corfù, n. 1870 - Mosca, † 1891)
- Alessandra di Sassonia-Coburgo-Gotha, principessa inglese (castello di Rosenau, n. 1878 - Schwäbisch Hall, † 1942)
- Alessandra Vittoria di Schleswig-Holstein-Sonderburg-Glücksburg, principessa (Holstein, n. 1887 - Lione, † 1957)

## Religiose(1)
- Alessandra Starabba di Rudinì, religiosa e nobile italiana (Napoli, n. 1876 - Ginevra, † 1931)

## Saggiste(1)
- Alessandra Kersevan, saggista e editrice italiana (Monfalcone, n. 1950)

## Sante(2)
- Alessandra di Amiso, santa († 310)
- Alessandra da Roma, santa romana

## Scacchiste(1)
- Alessandra Riegler, scacchista italiana (Modena, n. 1961)

## Schermitrici(2)
- Alessandra Anglesio, ex schermitrice italiana (Torino, n. 1962)
- Alessandra Lucchino, schermitrice italiana (Lamezia Terme, n. 1984)

## Sciatrici alpine(2)
- Alessandra Batacchi, ex sciatrice alpina italiana (n. 1963)
- Alessandra Merlin, ex sciatrice alpina italiana (Torino, n. 1975)

## Scrittrici(10)
- Alessandra Appiano, scrittrice, giornalista e autrice televisiva italiana (Asti, n. 1959 - Milano, † 2018)
- Alessandra Borghese, scrittrice e giornalista italiana (Roma, n. 1963)
- Alessandra Buschi, scrittrice e poeta italiana (Grosseto, n. 1963)
- Alessandra Dino, scrittrice e sociologa italiana (Palermo, n. 1963)
- Alessandra Lavagnino, scrittrice e entomologa italiana (Napoli, n. 1927 - Palermo, † 2018)
- Alessandra Macinghi, scrittrice italiana (Firenze, n. 1406 - Firenze, † 1471)
- Alessandra Montrucchio, scrittrice e traduttrice italiana (Torino, n. 1970)
- Alessandra Necci, scrittrice e biografa italiana (Roma, n. 1969)
- Alessandra Sarchi, scrittrice, storica dell'arte e traduttrice italiana (Brescello, n. 1971)
- Alessandra Selmi, scrittrice italiana (Monza, n. 1977)

## Showgirl(1)
- Alessandra Pierelli, showgirl e attrice italiana (Sezze, n. 1979)

## Sondaggiste(1)
- Alessandra Ghisleri, sondaggista italiana (Varazze, n. 1966)

## Soprani(2)
- Alessandra Marc, soprano statunitense (n. 1957)
- Alessandra Marianelli, soprano italiano (Pontedera, n. 1986)

## Sovrane(1)
- Alessandra di Grecia, regina greca (Atene, n. 1921 - Burgess Hill, † 1993)

## Statistiche(1)
- Alessandra Petrucci, statistica italiana (Milano, n. 1962)

## Stiliste(1)
- Alessandra Facchinetti, stilista italiana (Bergamo, n. 1972)

## Storiche(3)
- Alessandra Contini Bonacossi, storica e archivista italiana (Firenze, n. 1951 - Firenze, † 2006)
- Alessandra Melucco Vaccaro, storica e archeologa italiana (Roma, n. 1940 - Roma, † 2000)
- Alessandra Tarquini, storica italiana (Roma, n. 1970)

## Tiratrici a volo(1)
- Alessandra Perilli, tiratrice a volo sammarinese (Rimini, n. 1988)

## Traduttrici(1)
- Alessandra De Vizzi, traduttrice, giornalista e scrittrice italiana (Vigevano, n. 1960)

## Veliste(1)
- Alessandra Sensini, ex velista e dirigente sportiva italiana (Grosseto, n. 1970)

## Velociste(3)
- Alessandra Bonora, velocista italiana (Brescia, n. 2000)
- Alessandra Gasparelli, velocista sammarinese (Borgo Maggiore, n. 2004)
- Alessandra Orselli, ex velocista italiana (Firenze, n. 1950)

## Senza attività specificata(2)
- Alessandra Celentano, ex ballerina e coreografa italiana (Milano, n. 1966)
- Alessandra Pescosta, ex snowboarder italiana (Bolzano, n. 1973)